# Incilius holdridgei
Incilius holdridgei är en groddjursart som först beskrevs av Taylor 1952.  Incilius holdridgei ingår i släktet Incilius och familjen paddor. IUCN kategoriserar arten globalt som akut hotad. Inga underarter finns listade i Catalogue of Life.